# Elwira Niewiera
Elwira Niewiera (* 1976 in Racibórz, Polen) ist eine polnische Regisseurin und Drehbuchautorin. Sie dreht Dokumentarfilme in polnischer und deutscher Sprache, die mehrere Auszeichnungen erhielten.

## Berufsleben
Elwira Niewiera wurde 1976 in Racibórz (deutsch Ratibor) geboren. Am Zentrum für Theaterpraxis in Gardzienice (Ośrodek Praktyk Teatralnych Gardzienice) studierte sie Schauspiel. Seit 2003 lebt und arbeitet sie in Berlin. Sie recherchierte unter anderem für verschiedene Dokumentarfilmprojekte, beispielsweise Mauerhase. Mit Kornel Miglus führte sie 2007 Regie bei ihrem ersten abendfüllenden Dokumentarfilm Bulgarian Stories. Von 2007 bis 2015 war Niewiera Vorsitzende der deutsch-polnischen Kulturstiftung Nowa Ameryka. Sie hielt 2018 bei der DEFA-Stiftung die Laudatio auf Tamara Trampe.
Niewiera unterstützt ukrainische Bataillone mit Hilfsgütern. In diesen kämpfen seit 2022 wieder Protagonisten ihres Films Das Hamlet-Syndrom.

## Werk
Bei ihrem zweiten Dokumentarfilm Domino Effekt führte Niewiera Regie zusammen mit Piotr Rosołowski. Der Film begleitete eine Russin, die ihrer großen Liebe nach Abchasien folgte. Dort wurde sie ausgegrenzt und angefeindet. Der Film wurde internationalen Festivals mehrfach ausgezeichnet, beispielsweise beim Krakowski Festiwal Filmowy, beim Internationalen Dokumentarfilmfestival in Budapest und beim Festival DOK Leipzig 2014.
Den zweiten gemeinsamen Dokumentarfilm präsentierten Niewiera und Rosołowski 2017 bei den Filmfestspielen von Venedig. Der Prinz und der Dybbuk porträtiert den polnisch-jüdischen Filmemacher Michał Waszyński. Während des Zweiten Weltkriegs flüchtete er vor den Nazis. Später drehte er Filme in Italien und in Spanien, meist für die großen amerikanischen Studios. Zeitlebens versuchte Waszyński sein Judentum und seine Homosexualität zu verbergen. Der Film gewann den Venice Classics Award als Bester Dokumentarfilm.
Im Film Das Hamlet-Syndrom verarbeiten 2021 fünf junge Frauen und Männer ihre Traumata aus dem Krieg im Donbas von 2014 auf der Bühne. Dort versuchen sie ihre Erfahrungen aus dem Krieg mit Shakespeares Hamlet in Beziehung zu setzen. Die filmische Dokumentation begleitet die Darsteller bei diesem Prozess. – Wenige Monate später gingen einige der Protagonisten nach dem Überfall auf die Ukraine erneut an die Front.

## Auszeichnungen
Der Film Mauerhase wurde 2010 für den Oscar in der Kategorie Bester Kurzdokumentarfilm nominiert. Ihre Filme wurden vielfach international ausgezeichnet bzw. nominiert.
- 2017: Venice Classics Award – Bester Dokumentarfilm: Der Prinz und der Dybbuk
- 2019: DEFA-Stiftung – Förderpreis für junges Kino: Mit Piotr Rosołowski
- 2022: Locarno Film Festival – Großer Preis der Kritikerwoche: Das Hamlet-Syndrom

## Filmografie
Drehbuch und Regie
- 2007: Bulgarian Stories
- 2014: Domino Effekt/Efekt Domina
- 2017: Der Prinz und der Dybbuk/Ksiaze i Dybuk
- 2022: Das Hamlet-Syndrom/Syndrom Hamleta

Künstlerische Beratung
- 2022: Tempo Home

Regieassistenz
- 2009: Mauerhase/Królik po berlińsku